# Specific absorption rate
Specific absorption rate (SAR) is een maat voor de absorptie van elektromagnetische straling in een lichaam. SAR wordt uitgedrukt in W/kg.
Door het steeds meer gebruiken van radiofrequente toepassingen zoals de mobiele telefoon, is er een norm gekomen waarmee een theoretisch maximum van energie waaraan een lichaam mag blootgesteld worden. De wereldgezondheidsorganisatie heeft de bovengrens vastgesteld op 2 W/kg. Het door mobiele telefoons aan het lichaam afgegeven vermogen bedraagt rond de 1 W/kg.
De overheid (in België het Belgisch Instituut voor Postdiensten en Telecommunicatie) houdt dossiers bij van alle vast opgestelde radiozenders en hun antenne en gebruikte vermogens.